# Юр'євець (Крапинське Топлице)
46°03′ пн. ш. 15°52′ сх. д. / 46.05° пн. ш. 15.86° сх. д.
Юр'євець (хорв. Jurjevec) — населений пункт у Хорватії, в Крапинсько-Загорській жупанії у складі громади Крапинські Топлиці.

## Населення
Населення за даними перепису 2011 року становило 154 осіб.
Динаміка чисельності населення поселення:

## Клімат
Середня річна температура становить 10,16 °C, середня максимальна — 24,49 °C, а середня мінімальна — -6,52 °C. Середня річна кількість опадів — 978 мм.
| Клімат поселення                              | Клімат поселення | Клімат поселення | Клімат поселення | Клімат поселення | Клімат поселення | Клімат поселення | Клімат поселення | Клімат поселення | Клімат поселення | Клімат поселення | Клімат поселення | Клімат поселення | Клімат поселення |
| Показник                                      | Січ.             | Лют.             | Бер.             | Квіт.            | Трав.            | Черв.            | Лип.             | Серп.            | Вер.             | Жовт.            | Лист.            | Груд.            |                  |
| Середній максимум, °C                         | 5,83             | 7,92             | 12,23            | 16,68            | 21,49            | 24,49            | 23,72            | 23,08            | 19,12            | 13,99            | 8,28             | 4,40             |                  |
| Середня температура, °C                       | −0,33            | 1,75             | 6,06             | 10,49            | 15,31            | 18,32            | 20,00            | 19,38            | 15,41            | 10,30            | 4,55             | 0,69             |                  |
| Середній мінімум, °C                          | −6,52            | −4,44            | −0,12            | 4,33             | 9,14             | 12,13            | 16,29            | 15,66            | 11,70            | 6,56             | 0,85             | −3,03            |                  |
| Норма опадів, мм                              | 50               | 51               | 66               | 70               | 83               | 113              | 93               | 96               | 97               | 95               | 95               | 69               |                  |
| Середньомісячна швидкість вітру, м/с          | 1.67             | 1.84             | 2.23             | 2.20             | 2.04             | 1.90             | 1.80             | 1.60             | 1.60             | 1.62             | 1.72             | 1.70             |                  |
| Середньомісячна сонячна радіація, кДж/м²·день | 4054             | 6808             | 10452            | 14825            | 18929            | 20661            | 21468            | 18703            | 13829            | 8608             | 4493             | 3215             |                  |
| --------------------------------------------- | ---------------- | ---------------- | ---------------- | ---------------- | ---------------- | ---------------- | ---------------- | ---------------- | ---------------- | ---------------- | ---------------- | ---------------- | ---------------- |
| Джерело:                                      |                  |                  |                  |                  |                  |                  |                  |                  |                  |                  |                  |                  |                  |